# Portal de Castellnou
Portal de Castellnou és una obra del poble de Castellnou d'Oluges, al municipi de Cervera (Segarra) protegida com a Bé Cultural d'Interès Local.

## Descripció
Es tracta d'un dels portals de l'antiga vila closa de Castellnou i l'únic que s'ha conservat íntegrament malgrat l'addició d'habitatges moderns. D'arc de mig punt amb grans dovelles parcialment tapades per una casa a la part superior -forma un pas cobert a l'antic nucli clos.
(Text procedent del POUM)